# Палос-Парк (Іллінойс)
Палос-Парк (англ. Palos Park) — селище (англ. village) в США, в окрузі Кук штату Іллінойс. Населення — 4899 осіб (2020).

## Географія
Палос-Парк розташований за координатами 41°40′16″ пн. ш. 87°49′29″ зх. д. / 41.67111° пн. ш. 87.82472° зх. д. (41.671214, -87.824801).  За даними Бюро перепису населення США в 2010 році селище мало площу 10,30 км², з яких 10,19 км² — суходіл та 0,11 км² — водойми. В 2017 році площа становила 16,73 км², з яких 16,41 км² — суходіл та 0,31 км² — водойми.

## Демографія
Згідно з переписом 2010 року, у селищі мешкало 4847 осіб у 1970 домогосподарствах у складі 1335 родин. Густота населення становила 471 особа/км².  Було 2093 помешкання (203/км²).
Расовий склад населення:
| - 95,2 % — білих - 1,7 % — азіатів - 0,8 % — чорних або афроамериканців - 0,1 % — корінних американців - 1,0 % — осіб інших рас |

До двох чи більше рас належало 1,2 %. Частка іспаномовних становила 4,1 % від усіх жителів.
За віковим діапазоном населення розподілялося таким чином: 17,8 % — особи молодші 18 років, 54,3 % — особи у віці 18—64 років, 27,9 % — особи у віці 65 років та старші. Медіана віку мешканця становила 52,7 року. На 100 осіб жіночої статі у селищі припадало 88,3 чоловіків;  на 100 жінок у віці від 18 років та старших — 87,0 чоловіків також старших 18 років.
Середній дохід на одне домашнє господарство  становив 108 704 долари США (медіана — 77 546), а середній дохід на одну сім'ю — 136 335 доларів (медіана — 110 526). Медіана доходів становила 76 477 доларів для чоловіків та 51 705 доларів для жінок. За межею бідності перебувало 3,8 % осіб, у тому числі 2,7 % дітей у віці до 18 років та 5,2 % осіб у віці 65 років та старших.
Цивільне працевлаштоване населення становило 2219 осіб. Основні галузі зайнятості: освіта, охорона здоров'я та соціальна допомога — 21,4 %, виробництво — 13,4 %, фінанси, страхування та нерухомість — 12,4 %.